# (142291) Dompfaff
(142291) Dompfaff est un astéroïde de la ceinture principale.

## Description
(142291) Dompfaff est un astéroïde de la ceinture principale. Il fut découvert le 12 septembre 2002 à Hoher List par Eric Walter Elst. Il présente une orbite caractérisée par un demi-grand axe de 2,43 UA, une excentricité de 0,15 et une inclinaison de 3,7° par rapport à l'écliptique.

## Compléments